# Saliana
Saliana là một chi bướm ngày thuộc họ Bướm nâu.